# Битва при Вике
Битва при Вике произошла 20 февраля 1810 года на окраинах столицы комарки Осона между французско-итальянскими войсками генерала Жозефа Суама и ополченцами и солдатами регулярной испанской и швейцарской армий, которыми командовал генерал О’Доннелл. Сражение окончилось победой имперской французской армии. Оно произошло во время Пиренейской войны, которая была частью более масштабного конфликта, известного как наполеоновские войны.

## Предыстория
После падения Жироны 10 декабря 1809 года генералу Жозефу Суаму было приказано разогнать деморализованных отступающих ополченцев и новые войска, созданные в результате массового набора новобранцев Хоакином Блейком в декабре того же года. Армейский корпус наполеоновских войск, состоящий примерно из 6 тыс. человек и поддерживаемый итальянцами во главе с генералом Пино, оккупировал Ла-Гаррочу, прибыв в Олот в канун Рождества, а через два дня в Сант-Пау-де-Сегуриес в Кампродоне, где местные жители приняли их мирно, как и в Сан-Жоан-де-лес-Абадессесе и Рибесе. Однако их соседи в Риполе бежали из города, уничтожив кузницы и оружейные мастерские.
29 декабря в связи с угрозой вторжения и пассивностью испанской армии местная хунта Вика обратилась в Сентельес, где находился штаб генерала Гарсии Конде. Члены хунты призвали его защищать равнину и город Вик.
Тем временем генерал Суам вернулся в Олот, и 11 января ему было приказано атаковать штаб-квартиру хунты в Сентельесе, в нескольких километрах от Вика, где французская разведка подозревала наличие армии в 25-30 тыс. солдат. Генерал спешил конную артиллерию и 11-го числа, выйдя тремя колоннами, направился к Вику. Две колонны оттеснили войско в 4 тыс. солдат, охранявших лес Грау-де-Олот и храм Ла-Салют, а третья достигла Англеса и, перейдя Тер, зашла в тыл к войскам ополченцев, которые в густом тумане бежали в Вик.

### Первое бегство хунты
12 января в 5 часов утра хунта Вика покинула город, собираясь искать убежище в деревне Альпенс. Позже тем же утром колонны Суама вошли в Вик без какого-либо сопротивления. Город оставался оккупированным с 12 по 21 января. Члены хунты и их семьи, скрывающиеся в Альпенсе, хотели убедиться, что французы покинули город, и вернулись только 1 февраля.

### Второе бегство хунты
2 февраля корпус имперской армии в 10 тыс. пехотинцев и 1,5 кавалеристов, опять же во главе с Суамом, подошли к Вику из Барселоны. В 4 часа дня они пересекли реку Конгост и оставили позади Сентельес. Члены хунты сумели покинуть Вик примерно за час до подхода наполеоновской армии и под защитой микелетов Франсеска Ровиры провели ночь в Сан-Бартоломеу-дель-Грау, а затем вернулись в свое убежище в Альпенсе. Однако бегство было не таким массовым, как в первое прибытие французов. Часть хунты осталась в городе, сотрудничая с французами, чтобы защитить город и предотвратить его разграбление, но не присягая на верность Наполеону.

### Бой у Мойанеса
Энрике О’Доннелл, узнав о новой оккупации Вика, собрал армию из примерно 8 тыс. пехотинцев и 1 тыс. кавалеристов и направился в комарку Мойанес. Ополченцы перенесли свою штаб-квартиру в Эспаррегеру и создали новую линию обороны в Кольсуспине, чтобы преградить француза путь в Манресу.
Генерал Суам направил свои силы на атаку этой линии обороны. 12 февраля между ополченцами и наполеоновской армией началась серия стычек с целью доминирования в Мойанесе. Хотя имперские войска заставили бежать армию генерала О’Доннелла и двинулись к Мойе, эта победа далась им дорогой ценой. В отместку солдаты Суама разграбили Мойю, после чего отступили на равнину возле Вика.

## Битва
Вскоре Суам и его армия в 5 тыс. человек оказались отрезанными войсками О’Доннелла и Ровиры от итальянских бригад в Арбусьесе и Остальрике. Благодаря присланной из Таррагоны помощи О’Доннелу удалось собрать около 7 тыс. пехотинцев и 500 кавалеристов в Сант-Бартомеу-дель-Грау, а также 3-4 тыс. микелетов Ровиры. 20 февраля, около 7 часов утра, О’Доннел повёл их в наступление через равнину на Вик в четырёх колоннах: первая колонна ополченцев под командованием Ровиры и Миланса должна была сокрушить передовой отряд в Гурбе на реке Тер; остальные три наступали на Вик от Тоны, Кольсуспины и Мунтаньола.
Генерал О’Доннелл командовал самой сильной из этих колонн, состоящей из швейцарских полков Кайзера и Тракслера и всей кавалерии. Другая колонна, состоящая только из пехоты, была под командованием генерала Порты и направилась к Санта-Эулалия-де-Риупример. Третья, самая слабая, которой командовал генерал Гарсия Конде, заняла западную горную цепь и должна была наступать в направлении района Сентфорез.

### Первые столкновения в Гурбе
Перед рассветом Ровира спустился с горы Сант-Бартелеми и напал на французский батальон, дислоцированный в Гурбе. Однако атака произошла раньше, чем планировал О’Доннелл. Шум боя достиг Вика, и как только генерал Суам получил известие о появлении повстанцев, он приказал батальону в Гурбе отступить к Вику, не оказывая сопротивления. Он собрал на эспланаде южнее Вика все свои войска, ранее разбросанные по равнине. Суам послал два батальона прикрыть отступление защитников Гурба, и расположил свою армию перед колоннами испанцев, продвигающимися через равнины. Имперские войска образовали оборонительную линию между Виком и Мальей. У Суама было 12 орудий; у О’Доннелла артиллерии не было.

### Основное сражение
Сражение состояло из двух отдельные частей — в то время как Ровира и Миланс атаковали два батальона, оставленных для охраны Вика, Суам сражался с основным корпусом испанцев. Бой был жестокий и шёл практически на равных. О’Доннелл перешёл в наступление, а его солдаты проявили беспрецедентную выдержку. К сожалению, его небольшой отряд всадников был совершенно неспособен сдержать или или тем более разбить сильно превосходящую его французскую кавалериею. Дважды битва полностью меняла ход благодаря эскадронам Суама. После того, как его первая атака была отбита, О’Доннелл сплотил свое разбитое правое крыло, бросил в бой все свои резервы и попытался обойти довольно короткую французскую шеренгу с обеих сторон. Противник терпел большие потери и уже было начал уступать, когда отчаянная атака всей кавалерии смяла правый фланг испанцев. Колонна О’Доннелла, состоящая из швейцарских полков Кайзера и Тракслера, была разбита, и большая её часть была захвачена. В этот момент испанский генерал, проявивший бесстрашие и смелость в течение дня и лично возглавивший несколько атак, начал отступать в горы.

## Итог
Испанцы потеряли 800 убитых и раненых и 1 тыс. пленных. Французы потеряли по меньшей мере 600 человек убитыми и ранеными, включая самого Суама, получившего серьёзное ранение в голову.
Раненый Суам был эвакуирован во Францию, а командование дивизией перешло к генералу Ожеро, племяннику маршала. За эту победу Суам был вознаграждён титулом графа Империи. Название этой битвы (в испанском написании VIQUE) выбито на Триумфальной арке в Париже.
После поражения у Вика, О’Доннеллу удалось собрать 15 тыс. человек, которые под командованием генерала Жоана Каро одержали победы в Вильяфранке и Манресе. 22 апреля он покинул Таррагону и через Монблан, направился в Лериду, которую осаждали войска маршала Сюше, однако был перехвачен французами и побеждён 23 апреля в битве при Маргалефе. 13 мая французские войска заняли крепость Остальрик, а 14 мая Лериду.